# Massimo Bulleri
Massimo Bulleri (ur. 10 września 1977 w Cecinie) – włoski koszykarz, występujący na pozycjach rozgrywającego lub rzucającego obrońcy, reprezentant kraju, po zakończeniu kariery zawodniczej – trener koszykarski, obecnie asystent trenera w zespole Basket Ravenna.
W 2006 reprezentował Phoenix Suns podczas rozgrywek letniej ligi NBA.

## Osiągnięcia
Na podstawie, o ile nie zaznaczono inaczej.
Drużynowe
- Mistrz Włoch (2002, 2003)
- Wicemistrz Włoch (2000)
- Zdobywca:
  - pucharu:
    - Saporty (1999)
    - Włoch (2000, 2003–2005)

  - superpucharu Włoch (2001, 2002)
- Finalista:
  - pucharu Włoch (2008)
  - superpucharu Włoch (2003, 2004)
- Uczestnik rozgrywek:
  - Ligi Mistrzów FIBA (2016/2017)
  - EuroChallenge (2010/2011, 2014/2015)

Indywidualne
- MVP:
  - ligi włoskiej (2003, 2005)
  - pucharu Włoch (2005)
  - meczu gwiazd ligi włoskiej (2006)
- Uczestnik meczu gwiazd ligi włoskiej (2004, 2005, 2006)

### Reprezentacja
Seniorów
- Wicemistrz olimpijski (2004)
- Brązowy medalista:
  - mistrzostw Europy (2003)
  - igrzysk śródziemnomorskich (2001)
- Uczestnik:
  - mistrzostw Europy (2003, 2005 – 9. miejsce, 2007 – 9. miejsce)
  - kwalifikacji do Eurobasketu (2009)

Młodzieżowe
- Uczestnik mistrzostw:
  - świata U–19 (1995 – 13. miejsce)
  - mistrzostw Europy U–18 (1994 – 4. miejsce)